# Odilão da Baviera
Odilon da Baviera, duque da Baviera a partir de 739, pertence à família dos Agilolfingas. Ele faleceu a 18 de janeiro de 748.
Odilão é o cônjuge de Hiltruda, irmã de Carlomano e Pepino. Os dois últimos oposeram-se ao seu casamento. Com o Duque da Aquitânia Hunaldo, ele reúne uma coligação de rebeldes contra os seus cunhados, Carlomano e Pepino.
O seu filho é Tassilão III que Pepino reconhece em 747 como duque da Baviera, para substituir Grifo, meio-irmão de Pepino e Carlomano I que era hostil e que tinha tomado o ducado, na sequência da morte de Odilão.